# Jetpack Joyride
Jetpack Joyride é um jogo de ação criado pela Halfbrick Studios, visado para smartphones. Primeiramente foi desenvolvido para iOS e posteriormente expandindo para outras plataformas como BlackBerry, Android, Facebook e Windows 8. O jogador controla Barry, que rouba um jetpack de um laboratório secreto e tem de desviar dos obstáculos como misseis e lasers. O jogo baseia-se basicamente em percorrer a maior distancia possível. O jogador pode adquirir várias máquinas que o ajudam a percorrer o nível.